# Maurice Loewy
Maurice Loewy (Mariánské Lázně, 15 aprile 1833 – 15 ottobre 1907) è stato un astronomo francese.

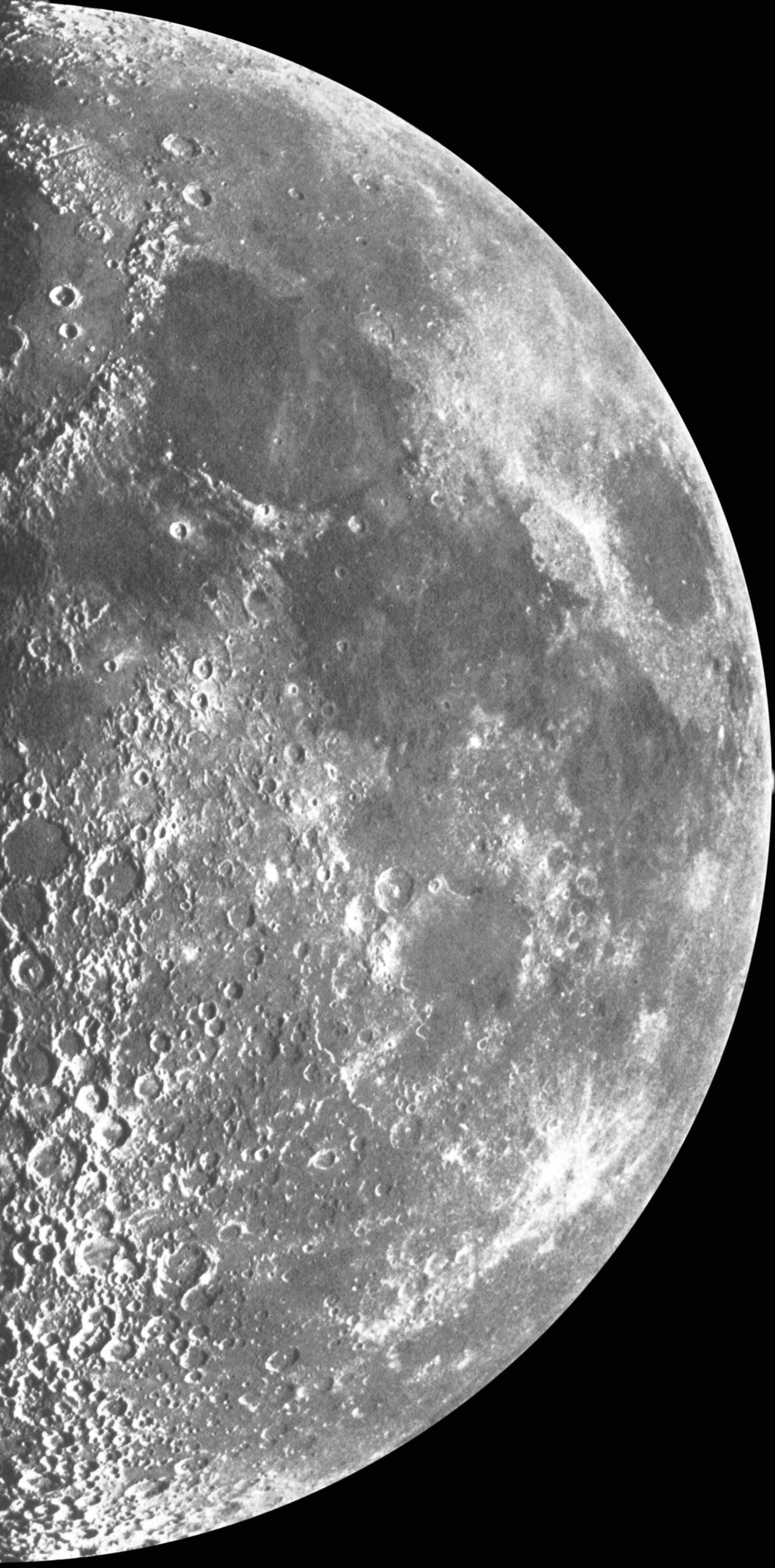
Fotografia della Luna di Loewy e Puiseux

Nacque a Mariánské Lázně, nell'attuale Repubblica Ceca; i suoi genitori, ebrei, nel 1841 si trasferirono a Vienna per sfuggire all'antisemitismo della loro terra natale. Loewy divenne assistente all'Osservatorio di Vienna, lavorando sulla meccanica celeste. Tuttavia le leggi dell'Impero austro-ungarico non permettevano che un ebreo potesse ottenere una promozione, a meno di rinunciare alla propria religione e di abbracciare il cattolicesimo. Per questo il direttore dell'Osservatorio Karl Ludwig von Littrow, che era in corrispondenza con Urbain Le Verrier, direttore dell'Osservatorio di Parigi, procurò a Loewy una buona posizione nella capitale francese nel 1860. Loewy in seguito divenne cittadino francese naturalizzato.
Loewy studiò le orbite degli asteroidi e delle comete, ed effettuò alcune misure di longitudine. Lavorò inoltre nel campo dell'ottica e tentò di eliminare l'aberrazione della luce.
Fu eletto membro del Bureau des longitudes nel 1872 e dell'Accademia francese delle scienze nel 1873.
Loewy divenne direttore dell'Osservatorio di Parigi nel 1896, riorganizzando l'istituto e dando origine al dipartimento di astrofisica. Passò circa un decennio lavorando con Pierre Puiseux su un atlante della Luna composto di oltre 10000 fotografie, intitolato L'Atlas photographique de la Lune (1910), che divenne fondamentale per la geografia lunare per oltre mezzo secolo. Il cratere Loewy sulla Luna porta il suo nome, mentre si pensa che l'asteroide 253 Mathilde sia dedicato a sua moglie. Nel 1889 ricevette la Medaglia d'Oro della Royal Astronomical Society.
Morì a Parigi per un improvviso arresto cardiaco.